# Fabio Pallavicini
Marchese Fabio Pallavicini (* 20. Januar 1795 in Genua; † 12. Juni 1872 ebenda) war ein Diplomat und Politiker im Königreich Sardinien beziehungsweise nach 1861 Königreich Italien, der unter anderem von 1837 bis 1848 Gesandter im Königreich Bayern und zugleich zwischen 1838 und 1848 Gesandter beim Deutschen Bund sowie von 1838 bis 1848 auch Gesandter im Königreich Sachsen war. 1861 wurde er Mitglied des Senats (Senato del Regno) und gehörte diesem bis zu seinem Tode 1872 an.

## Leben

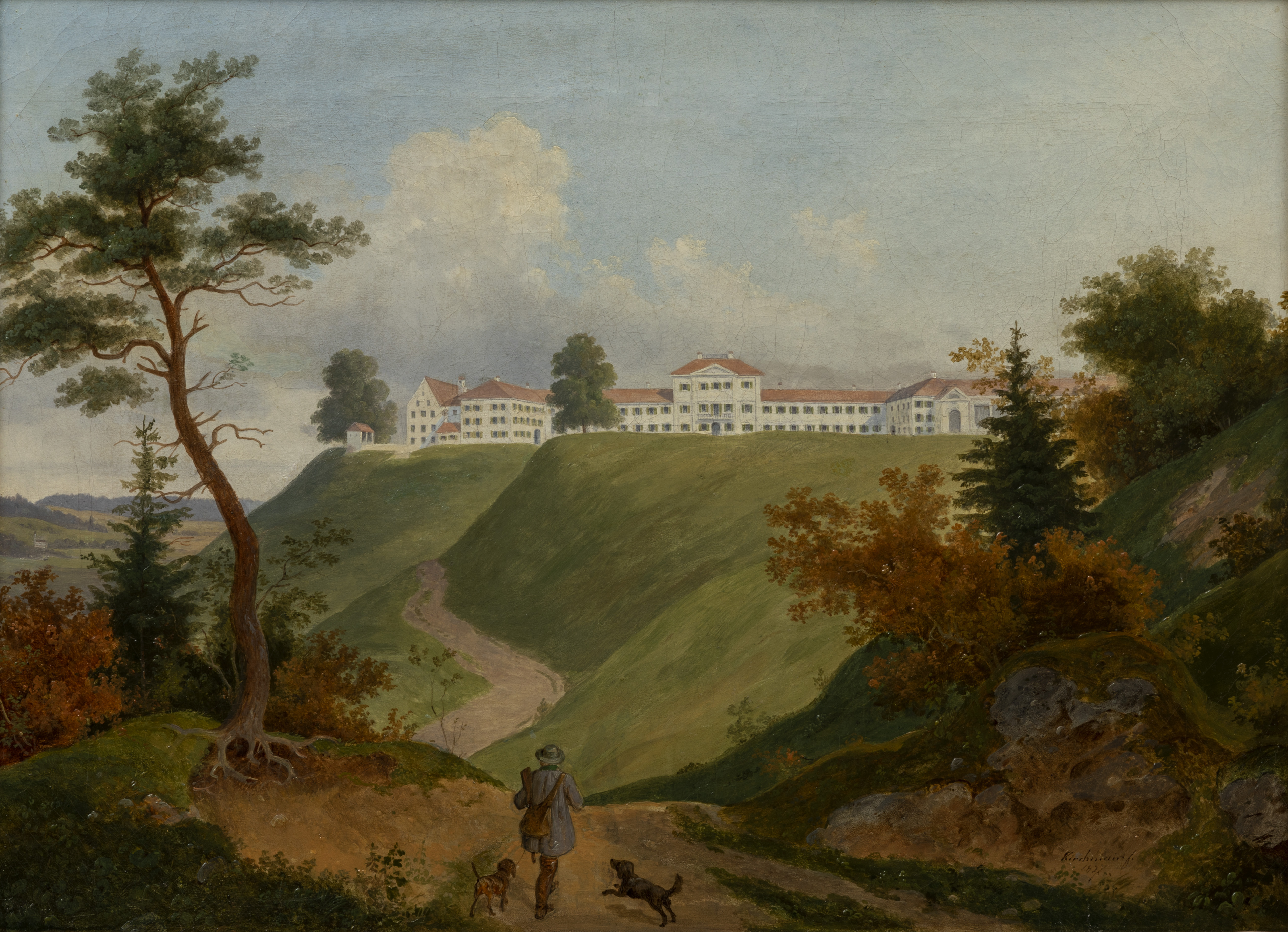
1850 erwarb Pallavicini von Maximilian von Arco-Zinneberg das Schloss Zinneberg, welches er 1868 wiederum an den Arzt Friedrich Wilhelm Scanzoni von Lichtenfels verkaufte.

Fabio Pallavicini war ein Nachkomme des lombardischen Adelsgeschlechts Pallavicini und Sohn von Giovanni Andrea Pallavicini sowie Maria Teresa Lomellini, die wiederum aus dem Adelsgeschlecht Lomellini stammte. Am 2. August 1837 wurde er als Nachfolger von Hermolas Asinari de St. Marsan außerordentlicher Gesandter und bevollmächtigter Minister im Königreich Bayern und hatte dieses Amt bia zum 4. November 1848 inne, woraufhin Manfredo Balbo Bertone di Sambuy ihn ablöste. Während seiner Tätigkeit in München war die Gesandtschaft in dem 1828 von Jean Baptiste Métivier im Stil des Klassizismus errichteten Adelspalais für Karl Freiherr von Lotzbeck (1786–1873) untergebracht, das als sogenanntes „Braunes Haus“ von 1930 bis 1945 als Parteizentrale der NSDAP diente. Seine beiden Söhne Cesare und Andrea begleiteten Luitpold von Bayern auf dessen Orientreise in der Zeit von 1846 bis 1847. Zugleich war er zwischen dem 26. Juli 1838 und 1848 Gesandter beim Deutschen Bund sowie vom 26. Juli 1838 bis zum 4. November 1848 auch Gesandter im Königreich Sachsen. Für seine dortigen Verdienste wurde er Komtur II. Klasse des Zivilverdienstordens von Sachsen verliehen.
1850 erwarb er von Maximilian von Arco-Zinneberg das Schloss Zinneberg, welches er 1868 wiederum an den Arzt Friedrich Wilhelm Scanzoni von Lichtenfels verkaufte. Am 20. November 1861 wurde Pallavicini, dem auch das Großkreuz des Ordens der Heiligen Mauritius und Lazarus verliehen wurde, zum Mitglied des Senats (Senato del Regno) ernannt und gehörte diesem vom 26. November 1861 bis zu seinem Tode am 12. Juni 1872 an. Aus seiner Ehe mit Maria Orietta Doria gingen die drei Söhne Fabio, Cesare und Andrea hervor.